# Сюанькун-си
Сюанькун-си (Висячий монастир, кит.: 懸空寺) - храмовий комплекс, побудований на скелі біля священної гори Хеншань провінції Шаньсі в Китаї. Монастир розташований за 65 км на південний схід від міста Датун. В околицях Датуна також розташовані гроти Юньган. 
Сюанькун-си має велике історичне значення в регіоні, активно відвідується туристами. Монастир побудований в 491 році при династії Північна Вей. Храмовый комплекс об'єднує буддійські, даоські і конфуціанські вівтарі.
У монастирі уздовж прямовисної стіни розташовано близько 40 залів і павільйонів. Будівлі тримаються на дерев'яних палях, що упираються в скелю. Сама скеля використовується також як задня стіна приміщень, виїмки в скелі зроблені для зображень і статуй Будди.
Всього в монастирі стоять 80 статуй з різних матеріалів. Найбільша рельєфна статуя - Татхати.
Монастир з 1982 р. охороняється як Національний Пам'ятник КНР.
Сюанькун-си є єдиним в Китаї храмом, у якому об'єднані три релігійно-філософські школи: буддизм, даосизм і конфуціанство.

## Ресурси Інтернету
- Николишин Александр Сокровища династии Северная Вэй. / А. Николишин // Дыхание Китая. – 2014. – № 4(229). – С. 44–45.
- Das "Hängende Kloster", in dem Buddhismus, Taoismus und Konfuzianismus gleichzeitig zusammen gelebt werden
- Xuankong-Tempel
- Hanging Temple, Class II Protected Sites in China, from ChinaCulture.org. Retrieved d.d. January 1, 2010.

## Виноски
1. ↑  Николишин А. Сокровища династии Северная Вэй // Дыхание Китая. – 2014. – № 4 (229). – С. 44–45. Архів оригіналу за 27 червня 2017. Процитовано 17 травня 2015. [Архівовано 2017-06-27 у Wayback Machine.]

## Фототека

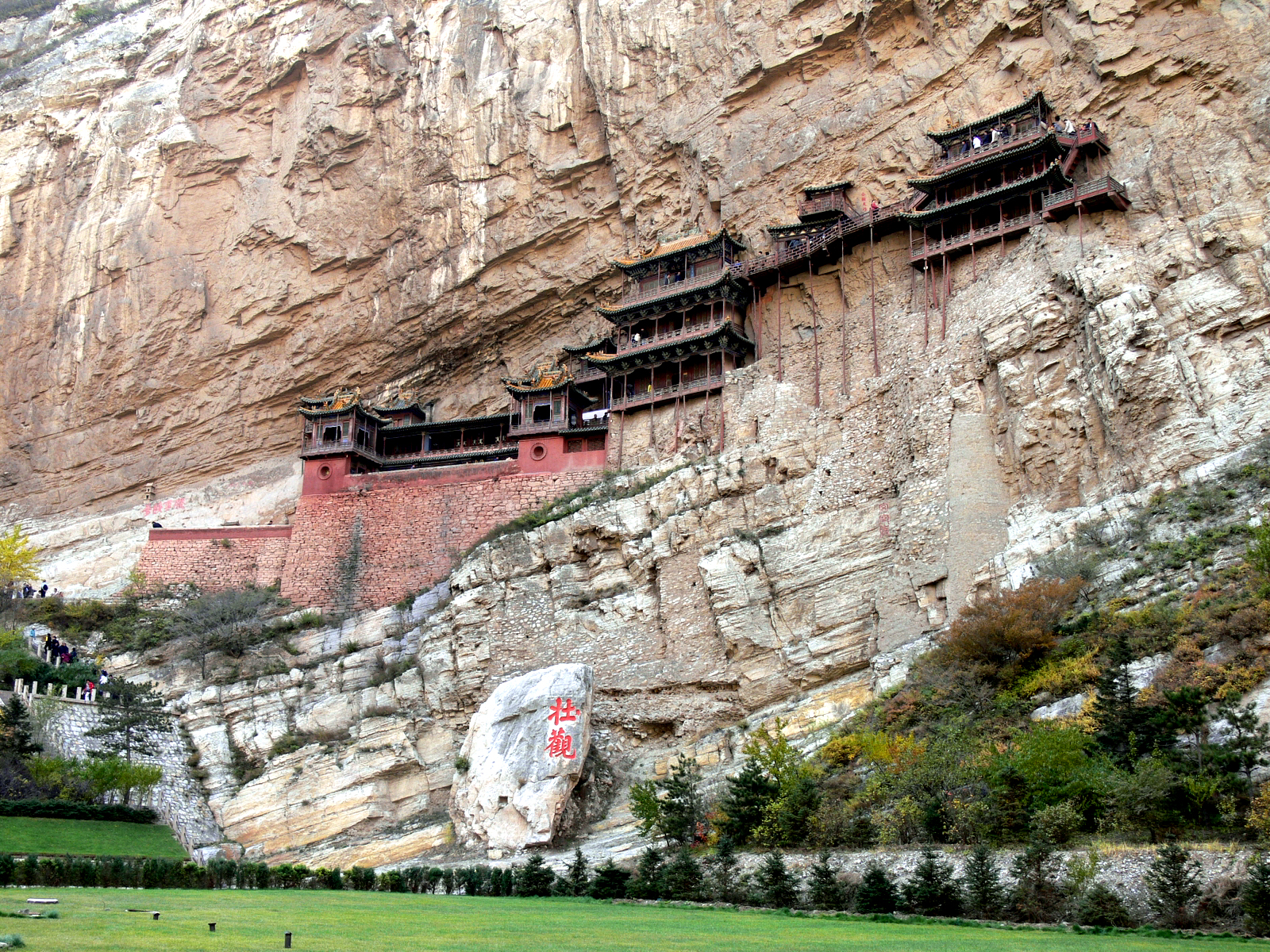
Висячий монастир
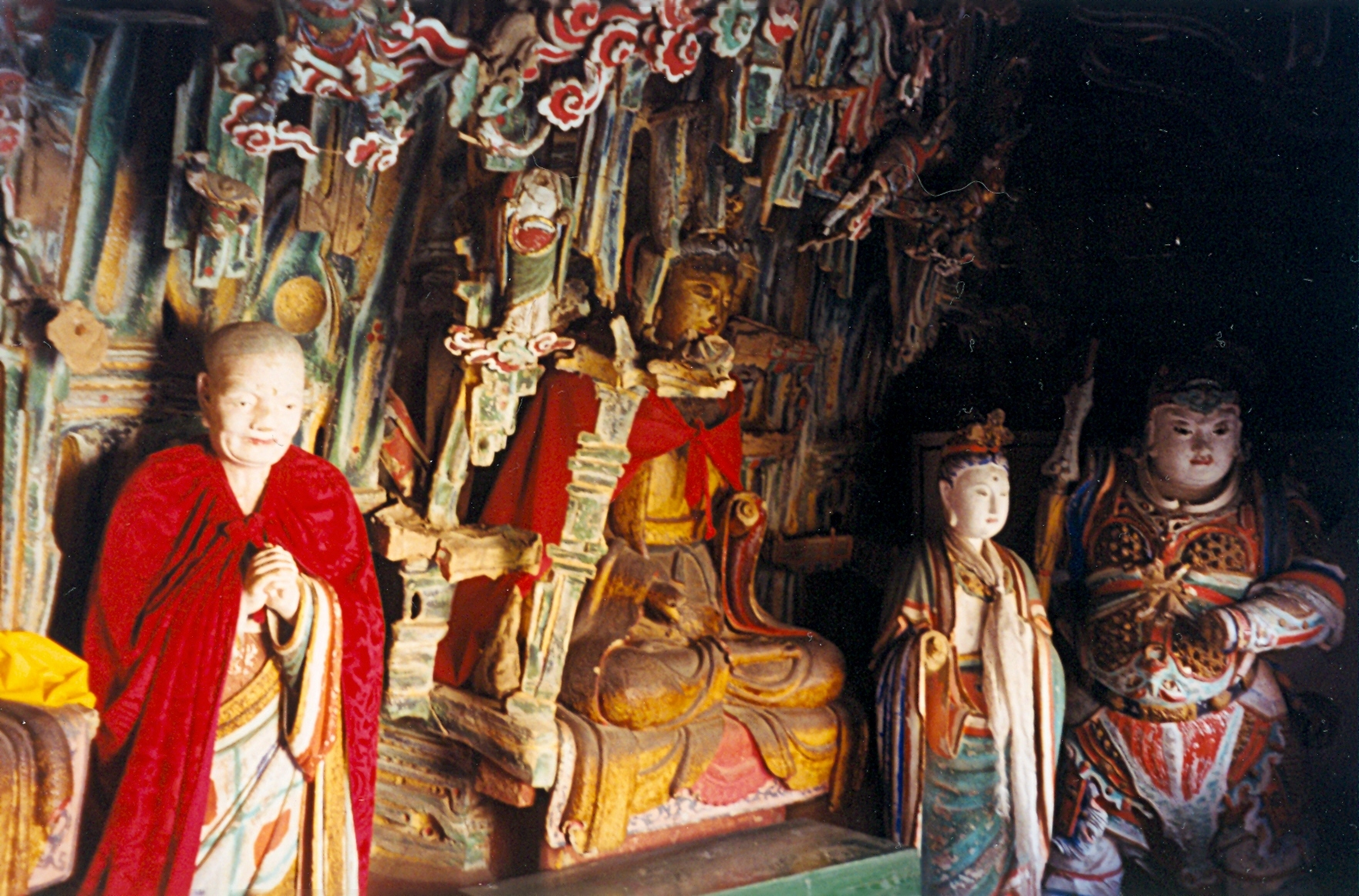
Статуї всередині храму
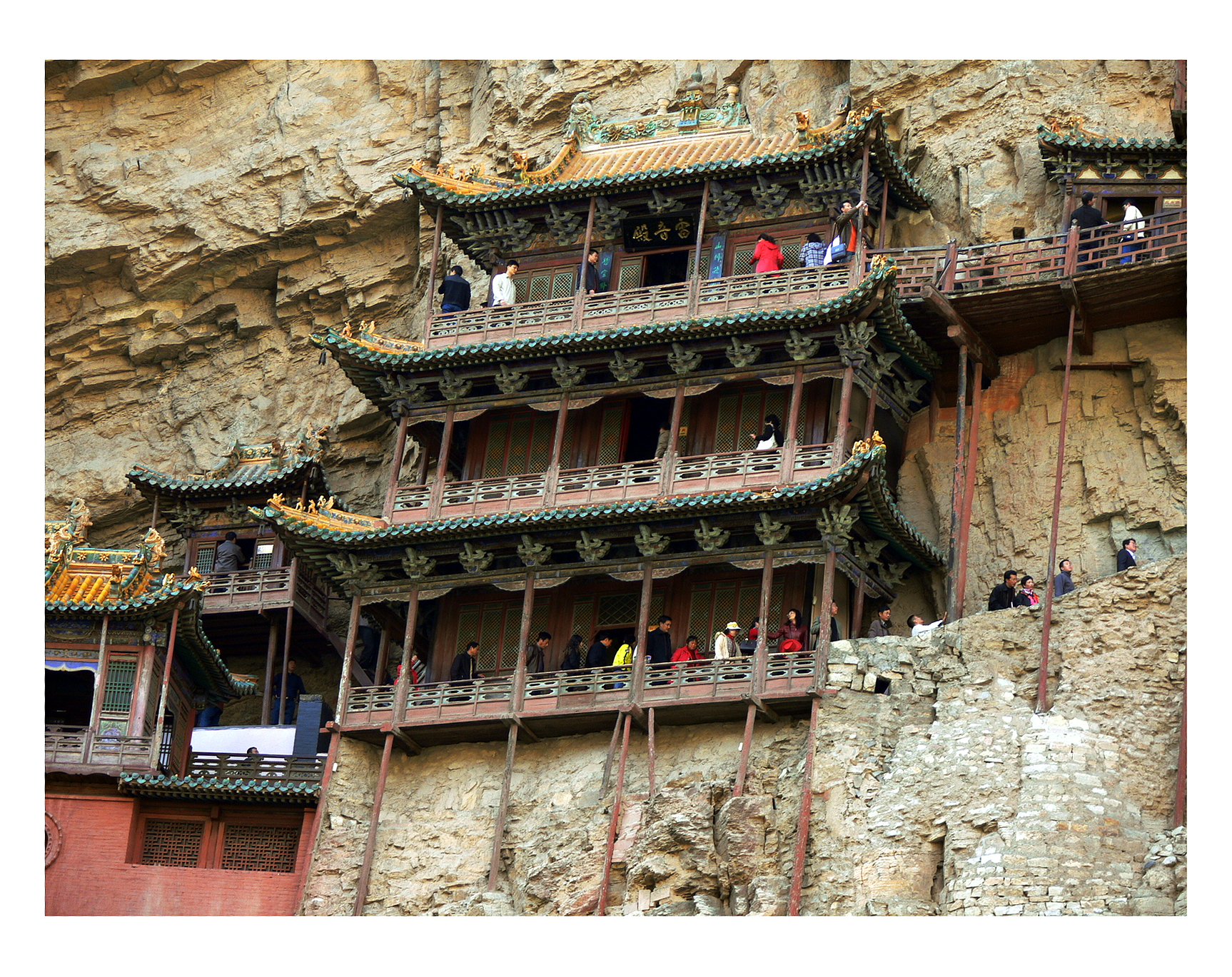
Зал грому
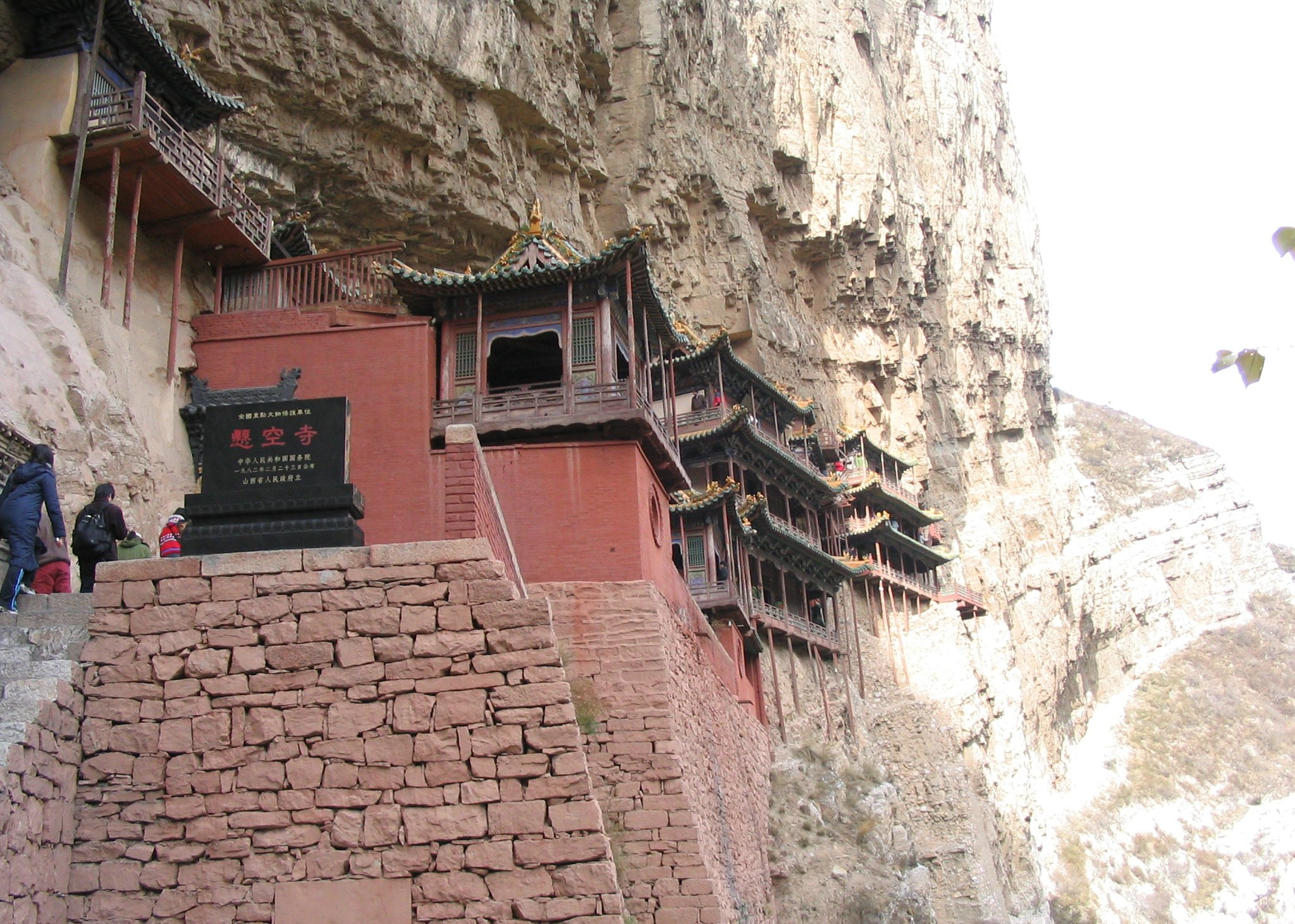
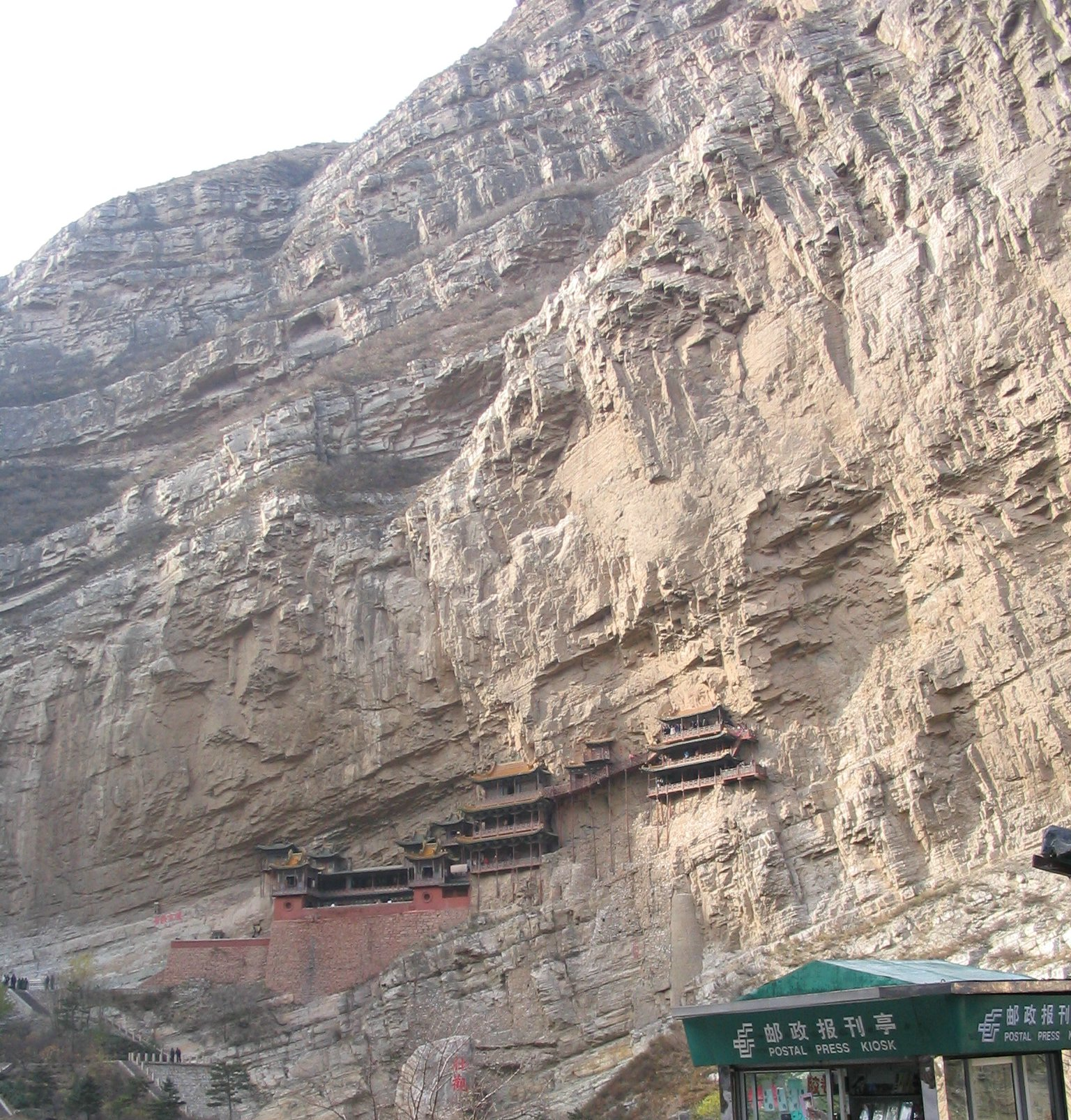
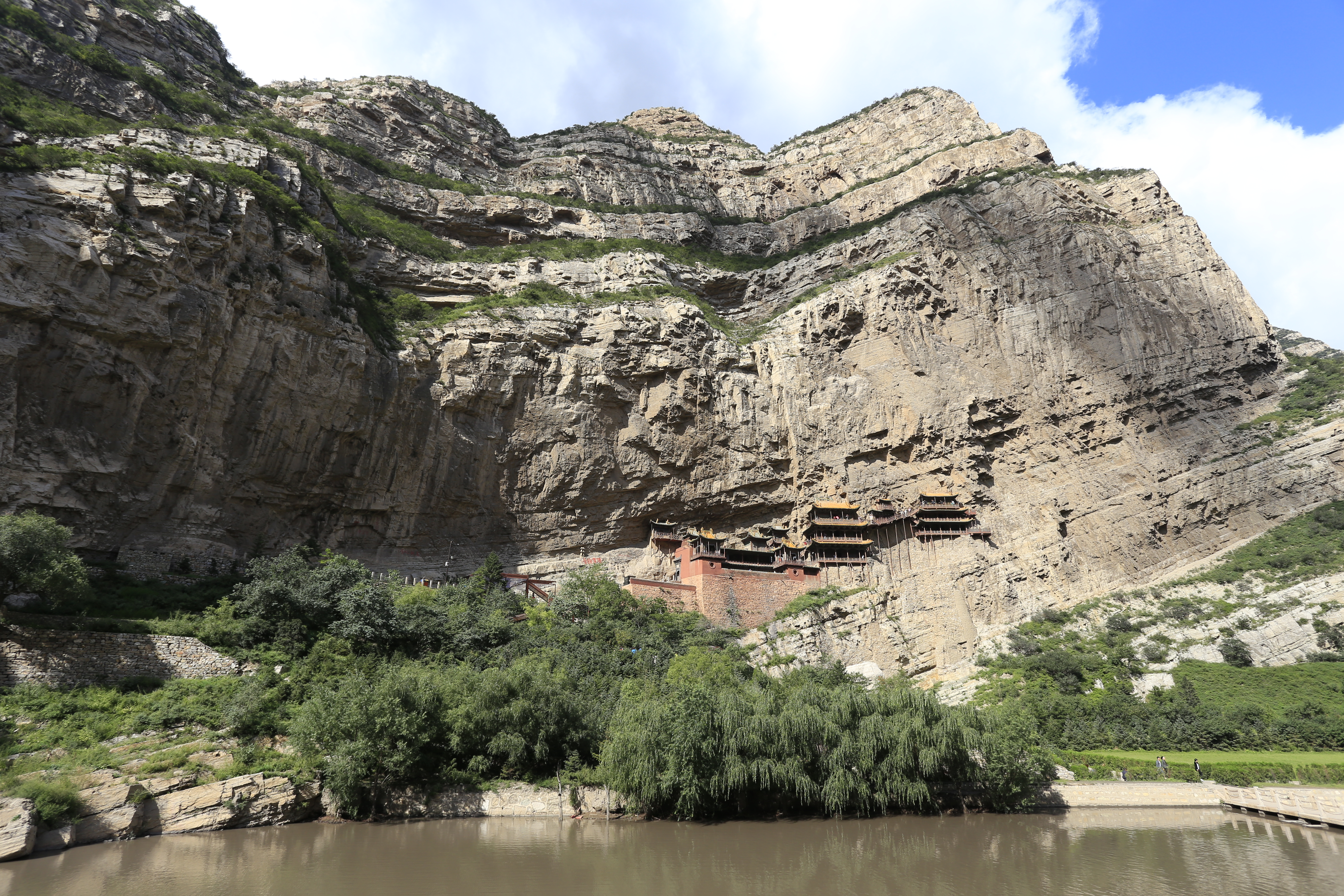
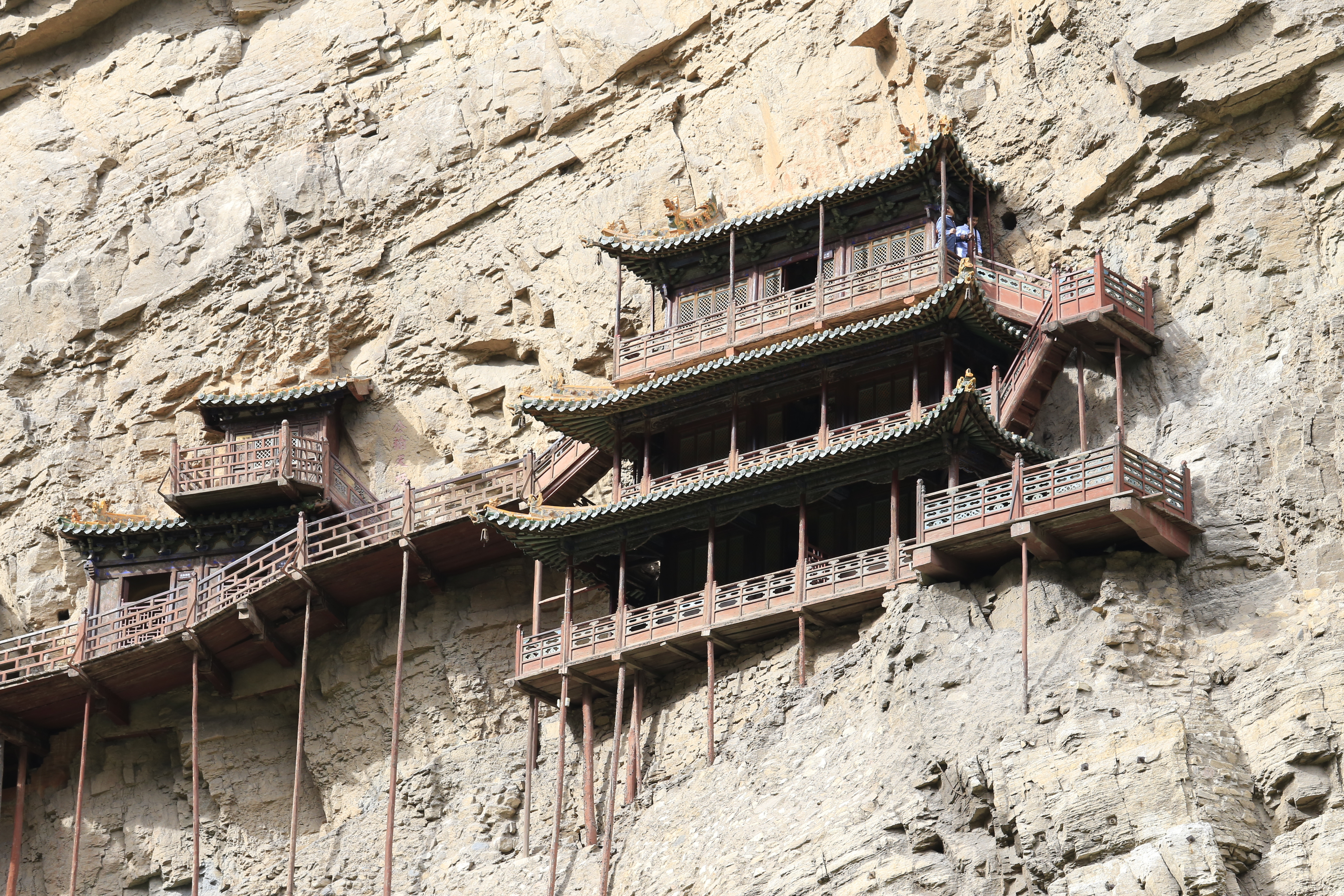
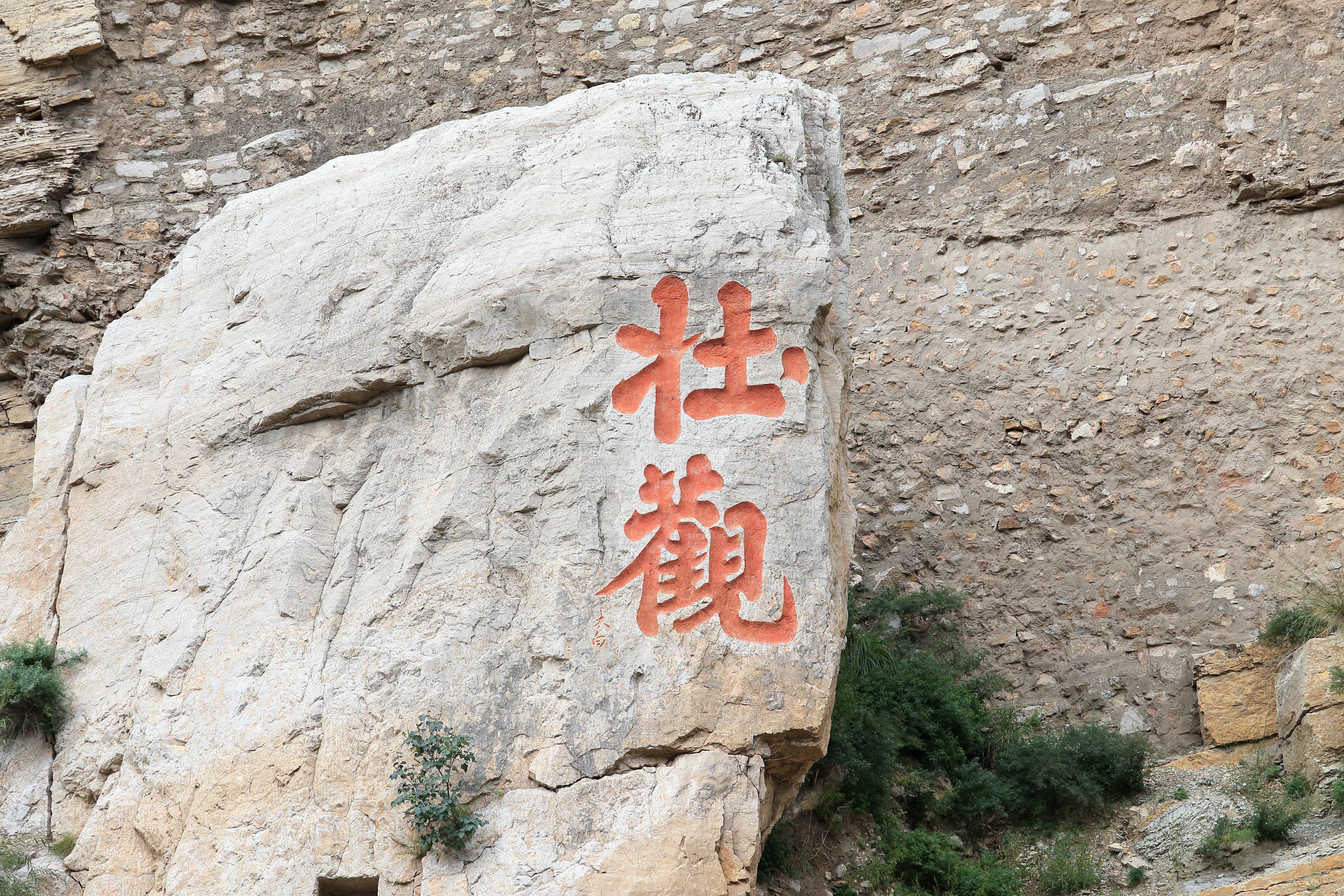
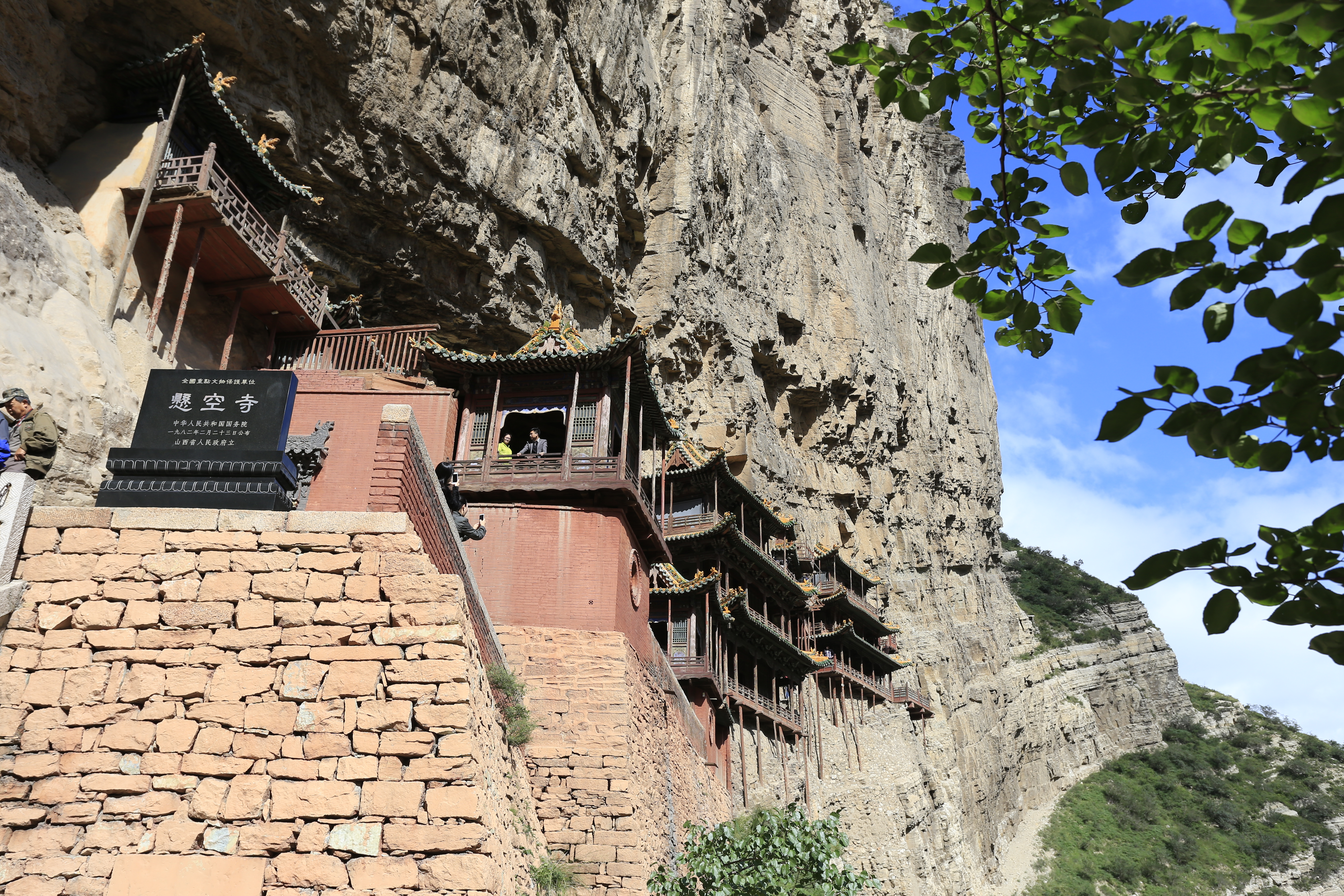
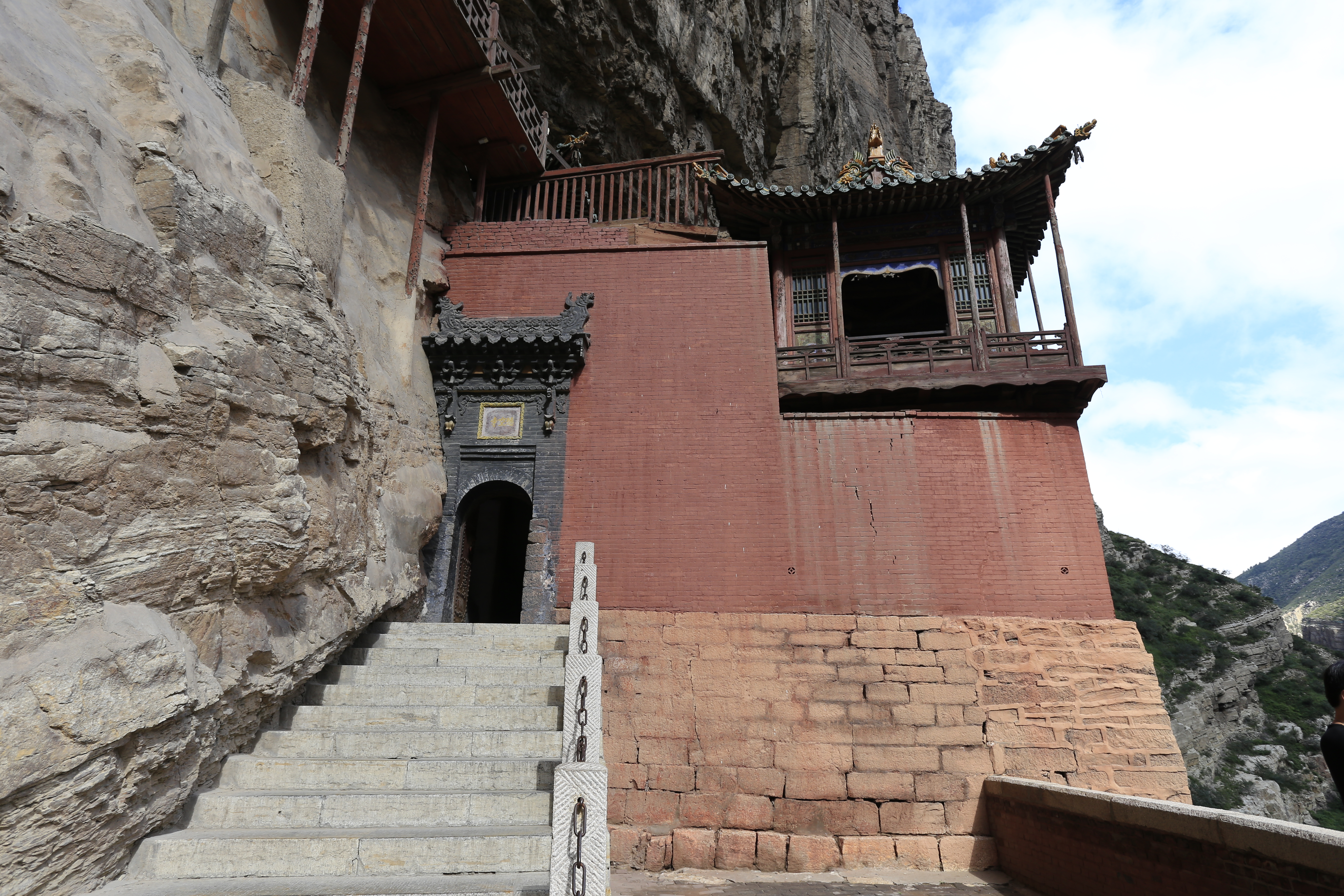
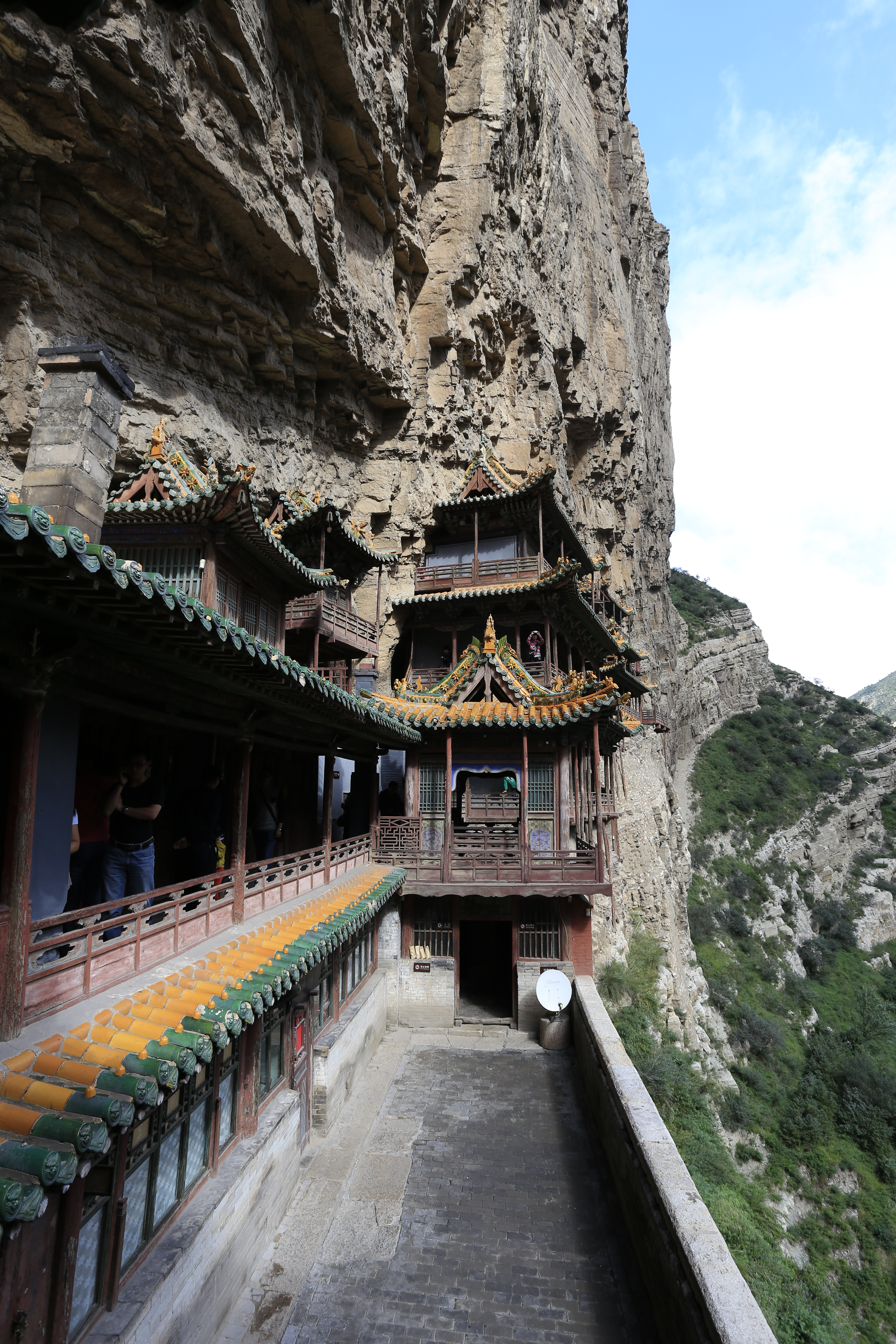
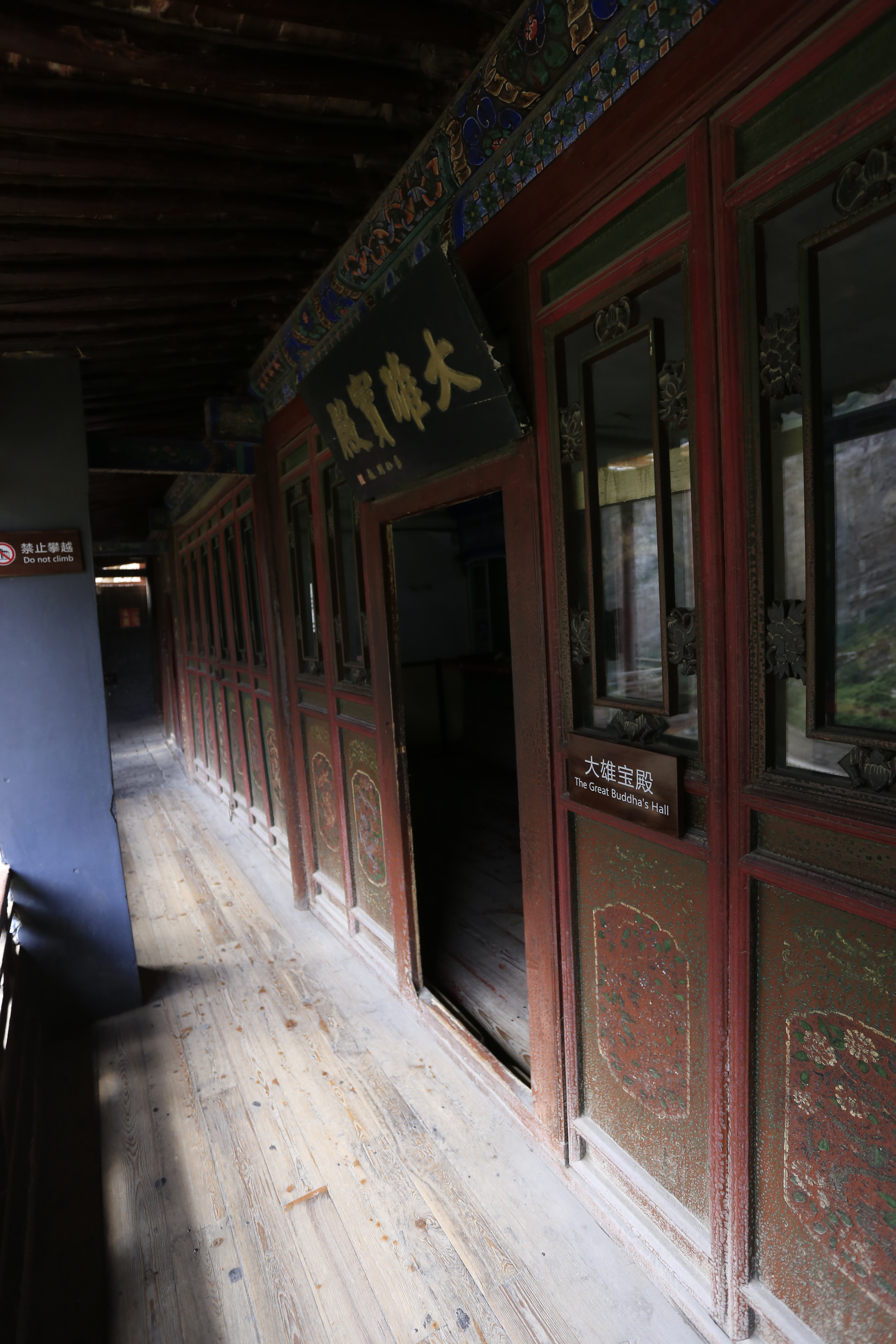
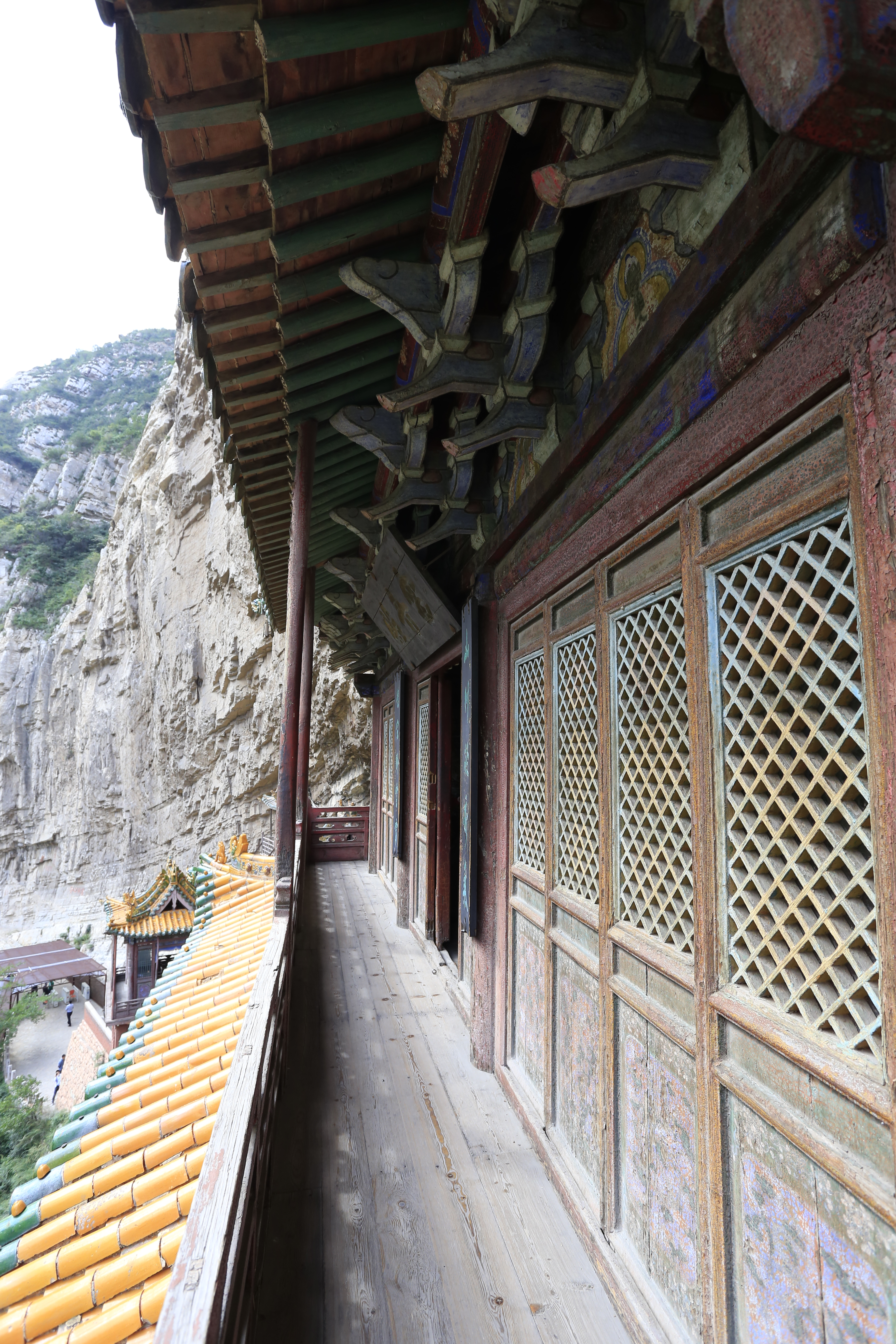
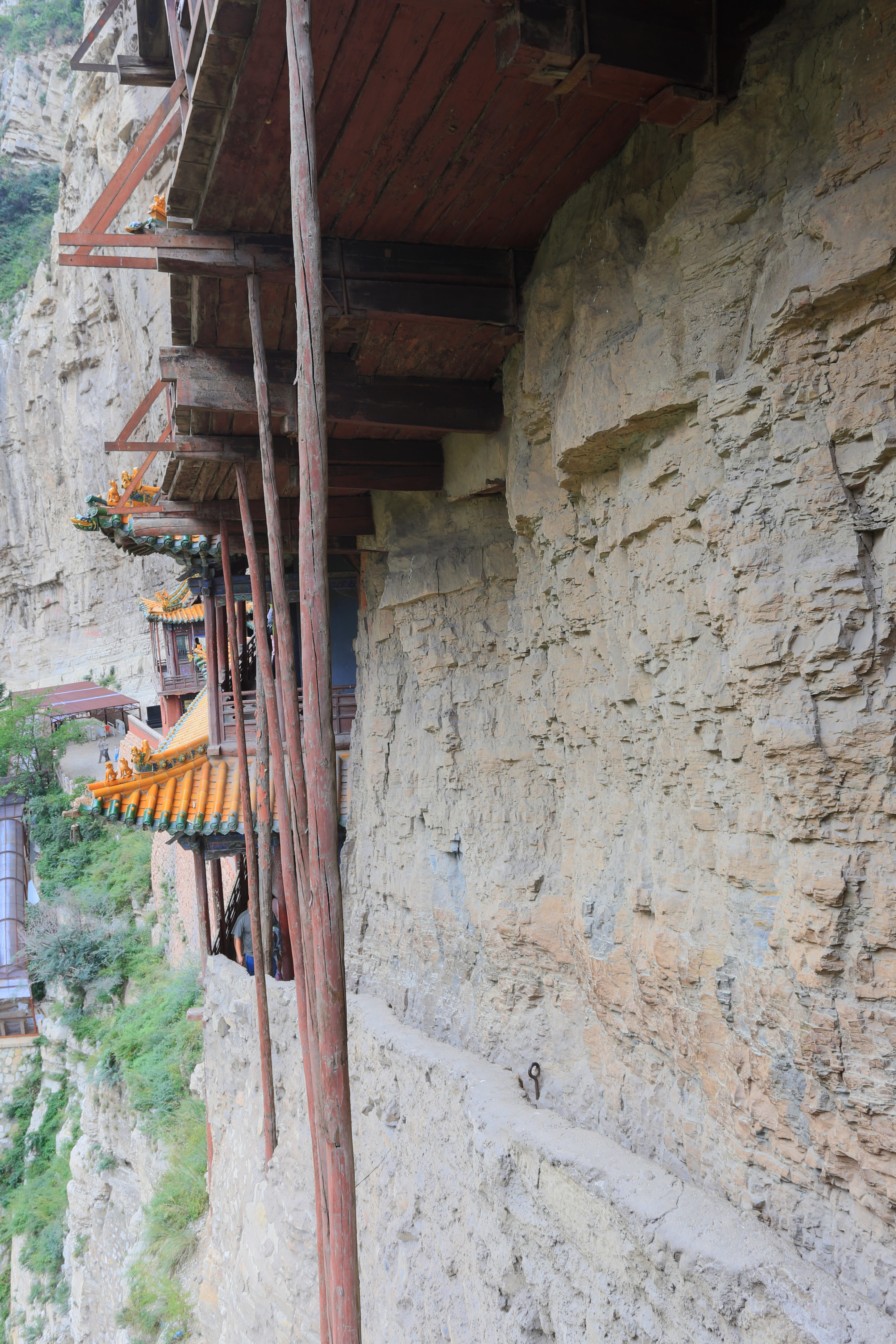
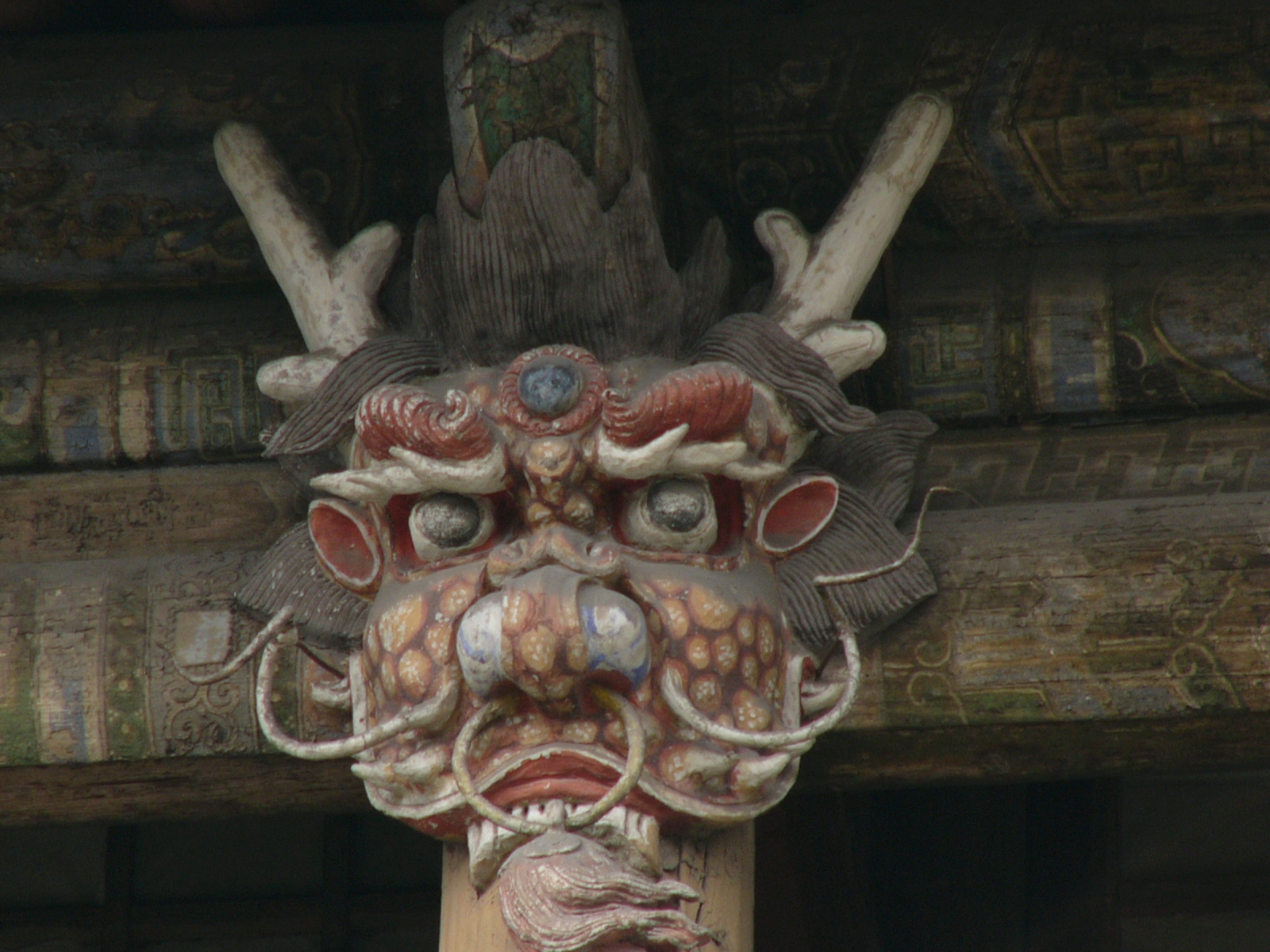
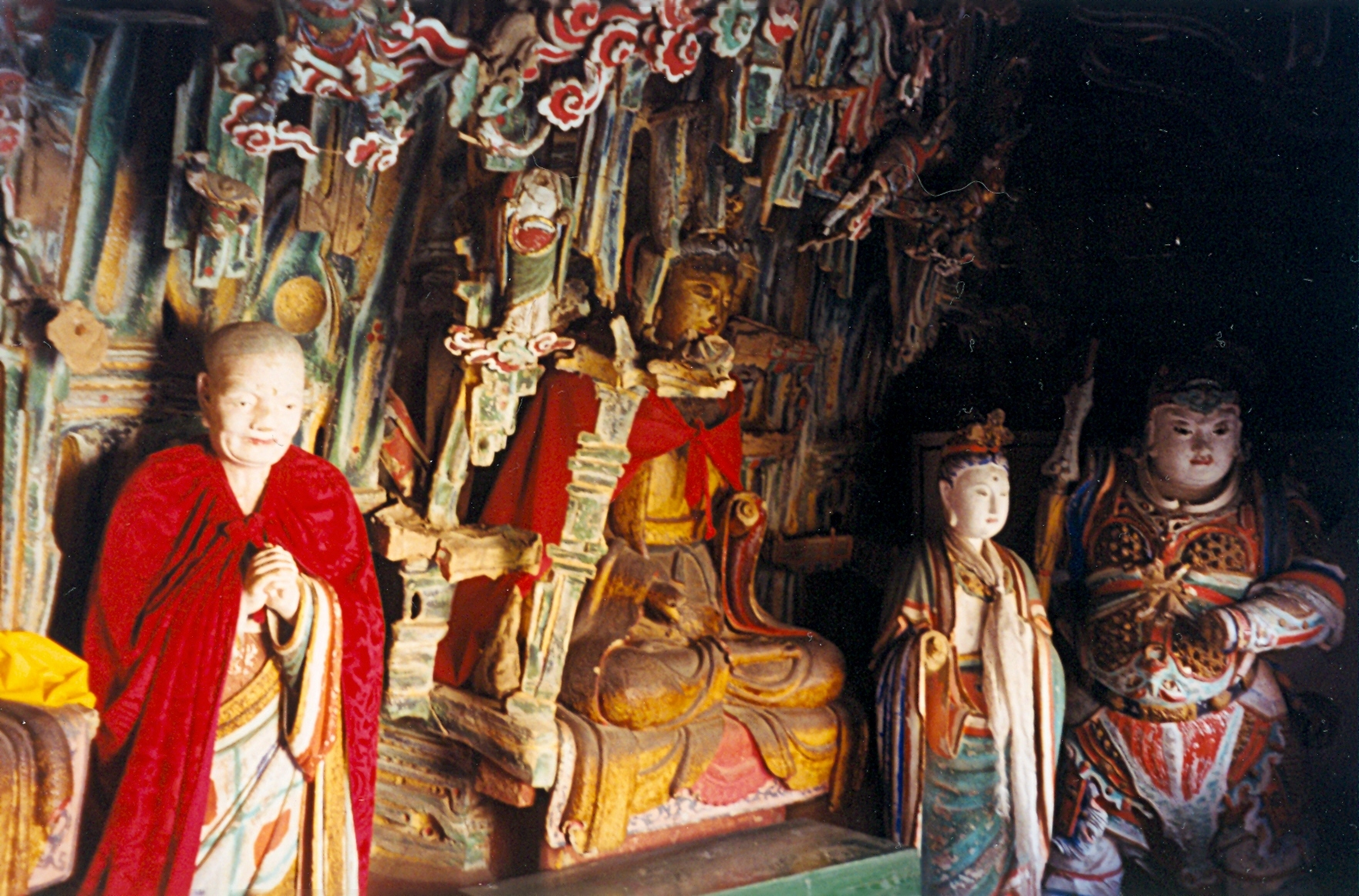